# Klaunovy názory
Klaunovy názory (německy Ansichten eines Clowns) je román německého spisovatele a pozdějšího nositele Nobelovy ceny za literaturu Heinricha Bölla. Poprvé byl celý román vydán v lednu 1963. Vypráví příběh muže, jehož zničila láska a vztah k ženě i k sobě samému a poválečná společnost 50. a 60. let. Česky vyšel v letech 1966 a 2000 v překladu Vladimíra Kafky.

## Děj
Sedmadvacetiletý protagonista Hans Schnier se vědomě rozhodl odklonit od tradice své rodiny ovlivněné hospodářským zázrakem a nepokračovat v kariéře politika a podnikatele. Byl proti kariéře politika a podnikatele. Velmi brzo navázal, tento mladý muž s vysokou morálkou, vztah se silně věřící katoličkou jménem Marie Derkum. Jejich vztah trval 6 let. Když se chtěli vzít, začala diskuze o typu jejich svatby a způsobu výchovy jejich dětí. I když se Hans dobrovolně podrobí představám své budoucí ženy ve všech ohledech, uvědomí si, jak se jejich pouto mezi nimi přerušilo. Další den najde Hans papírek na kterém stojí: "Musím jít cestou, kterou jít musím". Od tohoto dne to jde s Hansem, který úspěšně pracuje jako klaun, oficiálně komik, z kopce. Oddal se alkoholu a prožívá rychlý úpadek.
Román zahrnuje časový úsek jen několika hodin. Začíná tím, jak Hans přijede do Bonnu. Volá svým rodičům a známým, ale u nikoho nenajde pochopení. Jeho rodiče byli přesvědčeni o národním socialismu. Jeho matka pracuje pro Ústřední výbor pro usmíření o rasových rozdílech, což je v rozporu s jejími postoji během období nacistického Německa. Jeho otec je úspěšný a chytrý podnikatel, ale byl také pevně přesvědčen o národním socialismu. Kvůli incidentu skupiny Hitlerjugend, kde byly vypuštěny poraženecké vtipy, otec chrání svého, tehdy desetiletého, syna Hanse jen napůl.
Hans je klaun, oficiálně komik, je mu 27 let a není poplatný žádné církvi. Je synem velkého průmyslníka, podnikajícího s hnědým uhlím, který vlastní miliony. S hotovostí jedné marky přemýšlí o svém životě, momentální situaci a o příčině, která jej do této situace přivedla. Dojde k závěru, že na vině je jeho rodina, společnost, církev a stát.
Na protest proti pokrytectví a buržoazní společnosti opustil Hans před šesti lety dům svých rodičů a školu, aniž by udělal maturitu, a stal se klaunem. Lásku najde u Marie, dcery malého obchodníka. Žije s ní, ale ne v manželském sňatku. Marie ho doprovází na jeho cestách. Když ho z katolicko-morálních zábran opustí, klaun ztrácí inspiraci pro své pantomimické umění. Marně hledal útěchu a zapomnění v alkoholu. Věděl, že existuje jen jeden způsob vyléčení – Marie.
Hans mluví také o svém starém učiteli, který zprostředkovával svým žákům hodnoty nacionálního socialismu, přestože neměl stranickou knížku. Po válce udělal skvostnou kariéru úředníka, oficiálně jako "muž s bílou vestou". Dále mluví o spisovateli, přesvědčeném nacistovi, který psal knížku o francouzsko-německé lásce. Jelikož se protagonisté na konci knížky vezmou, dostal autor 10 měsíců zákaz psaní. Po válce se však tento nacista nechá oslavovat a zdůrazňoval, že dostal zákaz psaní od nacistů. Nejvíce ale Hans mluví o Marii, jediné dívce, kterou kdy miloval, nepočítaje svoji sestru Harrietu, která jako pomocnice během války zemřela. Pomáhat ji poslala matka.
Během knihy ho navštíví otec, ale jelikož je velmi lakomý, nepůjčí mu požadovaný obnos peněz. Na konci knihy se Hans dovolá i svého bratra Lea a ten mu peníze půjčí, ale je to jen něco málo přes 7 marek. Hans se nakonec oblékne jako klaun a jde na bonnské nádraží, kde zpívá provokativní píseň.
V roce 1975 román v Německu zfilmoval český režisér Vojtěch Jasný. Heinrich Böll s Jasným spolupracoval na scénáři. Pro Český rozhlas Vltava román načetl Michal Bumbálek v pořadu Četba na pokračování.
V roce 2019 divadlo A studio Rubín uvedlo premiéru hry Klaunovy názory.

## Česká vydání
- Klaunovy názory. [s.l.]: Odeon, 1966. 212 s.
- Klaunovy názory. Praha: Alois Hynek, 2000. 190 s. ISBN 80-86202-72-0.